# Bob DeVos
Bob DeVos (* 1946) ist ein US-amerikanischer Jazzmusiker (Gitarre, Komposition) des Soul Jazz.

## Leben und Wirken
DeVos wuchs in Paterson (New Jersey) in einer musikalischen Familie auf, wo er in frühen Jahren mit Gruppen auftrat, die von der Musik B. B. King, Otis Redding und James Brown beeinflusst waren. Durch die Plattensammlung seines Vaters lernte er die Musik von Count Basie, Duke Ellington, Frank Sinatra, aber auch von King Curtis und Chuck Berry kennen. In den 1960er-Jahren hatte er Gitarrenunterricht bei Harry Leahy und Dennis Sandole; 1970 verschaffte ihm Sandole die Möglichkeit, mit der Hammond-Organistin Trudy Pitts zu spielen. Er begann schließlich als professioneller Musiker im Bereich des Blues und des klassischen Rhythm & Blues in New Jersey aufzutreten, als er dann Jazzstilisten wie Wes Montgomery, Kenny Burrell, Jim Hall und Pat Martino entdeckte. Ab den 1980er-Jahren arbeitete er stilistisch mit Soul Jazz und Straight-ahead-Jazz-Gruppen, meist mit Organisten, u. a. mit Groove Holmes, Jimmy McGriff, Hank Crawford, Sonny Stitt, David Fathead Newman.
Erste Aufnahmen entstanden 1977, als DeVos dem Groove Holmes Quintett mit Houston Person, Idris Muhammad und Buddy Caldwell angehörte (Good Vobrations). In den folgenden Jahren spielte er u. a. mit Teo Macero, Charles Earland (Blowin' the Blues Away, 1997), Irene Reid, Robert Mosci, Ron McClure und Gene Ludwig. In den 1990er-Jahren arbeitete er außerdem mit eigenem Orgel-Trio; ferner war er Mitglied im New York Jazz Repertory Orchestra unter Leitung von Bill Warfield. Daneben gab er Privatunterricht und lehrte an der Lehigh University in Bethlehem, Pennsylvania sowie an der William Paterson University in Wayne. Er erhielt auch einen Kompositionsauftrag des New Jersey State Council on the Arts. 1998 nahm er für Savant sein Debütalbum Breaking the Ice auf, an dem Charles Earland, Vince Ector (Schlagzeug) und Master Henry Gibson (Percussion) mitwirkten.
Des Weiteren gehörte er der Charles Earland Tribute Band (u. a. mit Joey DeFrancesco) an.  Ab den 2000er-Jahren arbeitete er weiterhin mit Onaje Allan Gumbs, Reuben Wilson und Greg Burrows; 2018 leitete er ein eigenes Quartett, dem Andy LaVerne, Steve LaSpina und Anthony Pinciotti angehörten.
Im Bereich des Jazz war er zwischen 1977 und 2017 an 35 Aufnahmesessions beteiligt.

## Diskographische Hinweise
- DeVos' Groove Guitar! (Blues Leaf, 2002), mit Gene Ludwig, Billy James, Emedin
- Shifting Sands (Savant, 2008), mit Eric Alexander, Dan Kostelnik, Steve Johns, Gary Fritz
- Shadow Box (American Showplace Music, 2012), mit Ralph Bowen, Dan Kostelnik, Steve Johns